# Eligmodonta ziczac
Eligmodonta ziczac är en fjärilsart som beskrevs av Carl von Linné 1758. Eligmodonta ziczac ingår i släktet Eligmodonta och familjen tandspinnare. Inga underarter finns listade i Catalogue of Life.